# Gerichtsbezirk
Der Gerichtsbezirk (oder Sprengel) bezeichnet den Bereich, für den ein Gericht örtlich zuständig ist.
Der kleinste Gerichtsbezirk ist in der deutschen ordentlichen Gerichtsbarkeit der örtliche Zuständigkeitsbereich eines Amtsgerichts. In Österreich ist es der örtliche Zuständigkeitsbereich eines Bezirksgerichts.
Von der Regel, wonach ein Gericht nur für Angelegenheiten innerhalb seines Bezirks zuständig ist, gibt es zahlreiche Ausnahmen. Das Prozessrecht bestimmt jeweils die Angelegenheiten, die einem Gericht aus einem anderen Gerichtsbezirk übertragen sind und begründet Zuständigkeiten in Fällen, in denen ein inländischer Gerichtsstand sonst nicht gegeben ist.